# Kachetien
Kachetien (georgiska: კახეთის მხარე; Kacheti Mchare) är en historisk provins och en region i östra Georgien, på gränsen mot Azerbajdzjan. Området är bebott av kachetier som talar en lokal dialekt av georgiska. 
Kachetien är geografiskt indelat i Inre Kachetien, som ligger öster om Tsiv-Gomboribergspasset och Yttre Kachetien väster om bergspasset. David Garedzja-klosterkomplexet ligger delvis i regionen och har blivit motiv för en gränskonflikt mellan georgiska myndigheter och azerbajdzjanska myndigheter.
I Kachetien finner man också den största delen av Georgiens vinproduktion. Kända viner som "Tsinandali", "Mukuzani", "Alazani Valley" och "Saperavi" produceras alla i regionen.

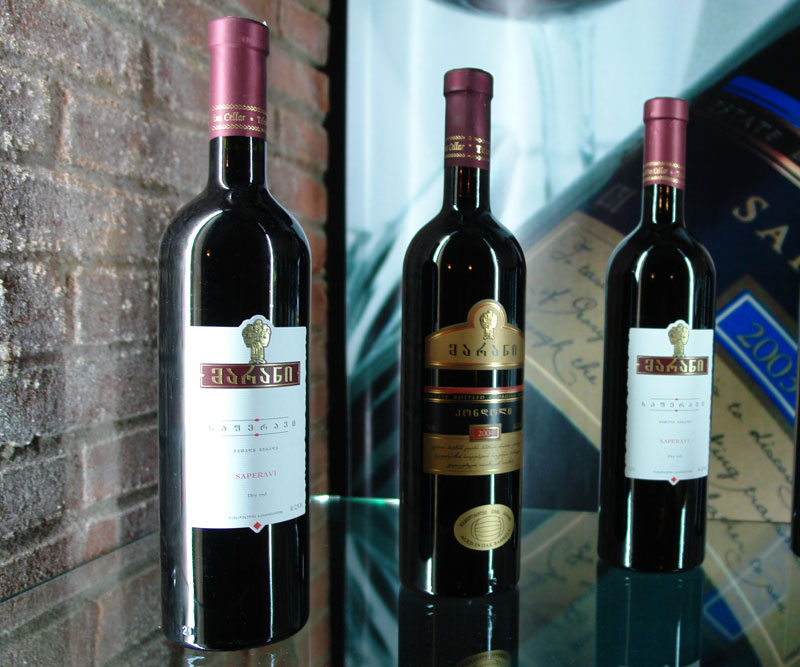
Saperavi, en av många Georgiska vinsorter som produceras i regionen